# صوفيا فاسيليفا
صوفيا فلاديميروفنا فاسيليفا (بالروسية:  София Владимировна Васильева)؛ مواليد 22 أكتوبر 1992) ممثلة أمريكية من أصول روسية اشتهرت بأبرز أدوارها كتاب البطلة للأطفال إلويز في فيلم إلويز في بلازا وفيلم إيلويز في كريستماستيم، وعن دور ارييل دوبويس في المسلسل التلفزيوني الحائز على جائزة إيمي ميديم ، و دور كيت فيتزجيرالد في فيلم عام 2009 ماي سيستر كيبر .

## نشأتها
ولدت في مدينة (منيابولس. مينيسوتا) اكتشفت لأول مرة متى هي كانت بعمر السبع سنوات من خلال العرض الدولي وجمعية كشف المواهب للطفولة (آى ام تي أي) الذي أقيم في نيويورك عام 2000 حيث ربحت لقب الطفل الممثل ونافست أيضا كنموذج وربحت المسابقة. في نفس العام كان أول دور لصوفيا وهي كانت بعمر التسع سنوات حيث لعبت دور سيندي في (برادي البيت الأبيض) رشحت لجائزة أفضل ممثلة شابة في عام 2005 كما ربحت جائزة أفضل ممثلة مساندة لعام 2006 لدورها المتألق في الدراما التلفزيونية (ميديوم). من أشهر أفلامها هو فلم(الوكيلة ألينا) و(إلويس في ميدان إلويس) و(داي زيرو مارا).

## روابط خارجية
- صوفيا فاسيليفا على موقع IMDb (الإنجليزية)
- صوفيا فاسيليفا على موقع روتن توميتوز (الإنجليزية)
- صوفيا فاسيليفا على موقع ألو سيني (الفرنسية)
- صوفيا فاسيليفا على موقع أول موفي (الإنجليزية)
- صوفيا فاسيليفا على موقع قاعدة بيانات الأفلام السويدية (السويدية)
- صوفيا فاسيليفا على موقع إن إن دي بي (الإنجليزية)
- صوفيا فاسيليفا على موقع قاعدة بيانات الفيلم (الإنجليزية)
- صوفيا فاسيليفا على موقع كينوبويسك (الروسية)